# Seikon no Qwaser
Seikon no Qwaser (聖痕のクェイサー Qwaser của Thánh ngân) là một bộ manga và anime hành động của tác giả Hiroyuki Yoshino và phần tranh do Kenetsu Satō thực hiện. Bộ truyện nổi tiếng vì tính bạo lực, fan service và việc sử dụng sữa mẹ trong cốt truyện. Loạt manga được xuất bản tại Nhật Bản trong tạp chí seinen/shōnen manga Champion Red, bắt đầu từ năm 2006 và tiếp tục đến năm 2013. Bản chuyển thể anime dài 24 tập được sản xuất với tiêu đề tương tự như manga và phát sóng tại Nhật Bản trên Biglobe vào năm 2010. Một bản OVA có tựa đề Seikon no Qwaser: Jotei no Shōzō (聖痕のクェイサー: 女帝の肖像 Qwaser của Thánh ngân: Chân dung Nữ hoàng) cũng được sản xuất và phát hành trên DVD lấy nội dung tập 10 manga. Phần thứ hai dài 12 tập được sản xuất với tựa đề Seikon no Qwaser II (聖痕のクェイサー II Qwaser của Thánh ngân II) và được phát sóng tại Nhật Bản từ tháng 4 đến tháng 6 năm 2011. Sentai Filmworks đã cấp phép cho cả hai phần và OVA để phân phối kỹ thuật số và phát hành video gia đình ở thị trường Bắc Mỹ, phát hành bộ DVD phụ đề tiếng Anh vào năm 2012 và 2013.

## Cốt truyện
Truyện kể về cuộc sống học đường của Mafuyu Oribe và Tomo Yamanobe tại một trường Chính Thống giáo Đông phương ở Nhật Bản là Học viện Thánh Mihailov, nơi mà họ đã phải chịu đựng sự ngược đãi và tẩy chay từ các học sinh khác dưới sự dẫn dắt của cô con gái hiệu trưởng hiện tại Miyuri Tsujidou và đàn em Hana Katsuragi. Cuộc sống của Mafuyu và Tomo lần lượt bị xáo trộn mạnh khi họ chăm sóc cho một thiếu niên tóc bạc gốc Nga Alexander "Sasha" Nikolaevich Hell khỏe mạnh trở lại khi tinh cờ bắt gặp cậu bất tỉnh trong khu vườn gần nhà. Gần như ngay lập tức, Sasha bắt đầu báo đáp lòng tốt của Mafuyu và Tomo bằng cách chống trả những kẻ quấy rầy họ; không may, điều này không thay đổi đoạn mở đầu của Sasha là một Qwaser bị bỏ rơi từ Adepts không phải e ngại tiến hành cuộc chiến tuyệt đối trong khu vực của Học viện để chiếm hữu Theotokos của Tsarytsin từ Athos là kẻ muốn gìn giữ sự tồn tại của biểu tượng như một bí mật từ thế giới.

## Truyền thông

### Manga
Bộ manga do Hiroyuki Yoshino viết kịch bản và minh họa bởi Kenetsu Satō. Seikon no Qwaser hiện đang được Akita Shoten đăng trên tạp chí Monthly Champion Red và các chương truyện gộp trong tankōbon. Tính đến tháng 10 năm 2013, mười bảy tập đã được phát hành với tập đầu tiên phát hành vào ngày 20 tháng 12 năm 2006.
Seikon no Qwaser đã được cấp phép quốc tế, dịch và xuất bản ở nhiều quốc gia bên ngoài Nhật Bản. Bộ manga này được Kazé cấp phép ở Pháp với danh sách 14 tập đầu tiên trong cửa hàng trực tuyến của họ. Tại Ý manga được cấp phép bởi J-Pop Edizioni và Ever Glory Publishing tại Đài Loan. Tokyopop đã cấp phép bộ manga này cho thị trường Bắc Mỹ và xuất bản bốn tập đầu tiên, tuy nhiên kể từ khi nối lại việc kinh doanh vào tháng 12 năm 2012, tựa manga này đã không còn liệt kê trong cửa hàng trực tuyến của họ.

### Anime
Một bộ anime dài 24 tập mang tên Seikon no Qwaser (聖痕のクェイサー Qwaser của Thánh ngân) được chuyển thể từ bộ truyện manga cùng tên và phát sóng như một phiên bản bị kiểm duyệt trên Biglobe. Một phiên bản chưa kiểm duyệt của bộ anime được phát trực tuyến. Phần đầu tiên theo sau là một tập OVA với tựa đề Seikon no Qwaser: Jotei no Shōzō (聖痕のクェイサー: 女帝の肖像 Qwaser của Thánh ngân: Chân dung Nữ hoàng) được phát hành trên DVD với nội dung tập 10 của bộ manga. Phần thứ hai dài 12 tập mang tên Seikon no Qwaser II (聖痕のクェイサー II Qwaser của Thánh ngân II) đã được phát sóng tại Nhật Bản vào năm 2011. Cả hai phần đều được phát hành trên DVD tại Nhật Bản.
Sentai Filmworks cấp phép cả hai phần và OVA ở Bắc Mỹ và phát hành ba bộ DVD phụ đề tiếng Anh từ giữa năm 2012 và 2013. 
- The Qwaser of Stigmata - Collection 1, 3 DVD, số tập 1-12, phát hành: ngày 31 tháng 12 năm 2012.[8]
- The Qwaser of Stigmata - Collection 2, 3 DVD, số tập 13-24, phát hành: ngày 26 tháng 2 năm 2013.[9]
- The Qwaser of Stigmata II - Complete Collection, 3 DVD, số tập 1-12 cộng thêm OVA, phát hành: ngày 30 tháng 4 năm 2013.[10]

Anime Network đã đăng các tập của cả hai phần cho trình chiếu trực tuyến (bản không kiểm duyệt). 
- Qwaser of Stigmata .
- Qwaser of Stigmata II.

#### Đón nhận
Cả ba bộ sưu tập DVD phát hành ở Bắc Mỹ đã được xem xét và đánh giá bộ anime nhìn chung là tích cực. Nhà bình luận anime gạo cội Chris Beverage chấm cho mức điểm của series tầm loại "B" trong The Fandom Post. Theron Martin, một nhà phê bình anime cho Anime News Network, đã nhận xét bộ sưu tập phát hành DVD 1 và 2 của mùa giải đầu tiên giúp cho mức điểm của series từ "C +" (cốt truyện) tới "A-" (âm nhạc).

### Internet radio show
Lantis đã nắm lấy cơ hội giới thiệu anime Seikon no Qwaser để tạo ra một chương trình phát thanh Internet với sự tham gia của Toyosaki Aki trong vai Tomo Yamanobe và Hikasa Yōko trong vai Hana Katsuragi cùng với việc phát hành mang tính thương mại năm bài hát chủ đề như đã nêu trong bảng dưới đây. Họ cũng phát hành một soundtrack gốc được sáng tác bởi Kato Tatsuya vào ngày 7 tháng 6 năm 2010.
| Tên bài hát                    | Tác giả lời bài hát | Thành phần dữ liệu                                         | Thành phần trình bày | Ngày ra mắt thương mại                                                   |
| ------------------------------ | ------------------- | ---------------------------------------------------------- | --- | ------------------------------------------------------------------------ |
| Errand                         | Hata Aki            | Sáng tác/cải biên bởi Kikuta Daisuke (Elements Garden)     | Faylan hát lấy làm bài hát mở đầu 1 | 27 @ tháng 1 năm 2010 (Bài hát duy nhất trên CD)                         |
| Baptize                        | Itsuki Yui          | Sáng tác/cải biên bởi Kikuta Daisuke (Elements Garden)     | Yōsei Teikoku hát lấy làm bài hát mở đầu 2 | 21 @ tháng 4 năm 2010 (Bài hát duy nhất trên CD)                         |
| Passionate Squall              | Hata Aki            | Sáng tác/cải biên bởi Tom-H@ck                             | Hát bởi các ca sĩ Fujimura Ayumi, Toyosaki Aki, Chihara Minori, Hirano Aya, Hikasa Yōko, (lồng tiếng các nhân vật trong anime) hát lấy làm bài hát kết thúc 1 | 10 @ tháng 2 năm 2010 (Bài hát duy nhất trên CD)                         |
| Mimei no Inori (未明の祈り)    | Hata Aki            | Sáng tác bởi Takada Satoru và cải biên bởi Yoshida Katsuya | Chihara Minori hát lấy làm bài hát kết thúc 2 (Dành riêng cho Tập 5)                                                                                          | 10 @ tháng 2 năm 2010 (Bài hát được phát hành trên Passionate Squall CD) |
| Wishes Hypocrites              | Hata Aki            | Sáng tác bởi Yoshida Katsuya và cải biên bởi Takada Satoru | Hát bởi các ca sĩ Ayumi Fujimura, Aki Toyosaki, Minori Chihara, Aya Hirano, Yōko Hikasa, (lồng tiếng các nhân vật trong anime) lấy làm bài hát kết thúc 3     | 12 @ tháng 5 năm 2010 (Bài hát duy nhất trên CD)                         |
| Rasen, Arui wa Seinaru Yokubou | Hata Aki            | Sáng tác/cải biên bởi Kikuta Daisuke (Elements Garden)     | Faylan hát lấy làm bài hát mở đầu 1 từ phần hai | 27 @ tháng 4 năm 2011 (Bài hát duy nhất trên CD)                         |
| metaphor                       | Shoujo Byou         | Sáng tác/cải biên bởi Pixel Bee và RD-Sounds               | Shoujo Byou hát lấy làm bài hát kết thúc 1 từ phần hai | 25 @ tháng 5 năm 2011 (Bài hát duy nhất trên CD)                         |